# Лес (циклон, 1998)
Циклон Лес (англ. Tropical Cyclone Les) — тропический шторм второй категории сезона австралийских циклонов 1997-1998 годов, прошедший по Северной территории Австралии в январе 1998 года.

## Метеорологическая история
19 января 1998 года над районом залива Карпентария образовалась область тропической депрессии. В течение двух суток атмосферное возмущение медленно смещалось сначала на юго-запад, затем — на восток. К концу дня 21 января депрессия прошла над полуостровом Кейп-Йорк, после чего начала наращивать собственную интенсивность, чем в значительной мере способствовал влажный муссон к северо-западу от депрессии и сильный антициклон, находившийся над районом Большого Австралийского залива. 23 января австралийское метеорологическое бюро выпустило первое штормовое предупреждение по тропическому шторму Лес, который к тому времени развернул вектор движения на 180 градусов и снова вступил в акваторию залива Карпентария.

## Вторжение
Тропический циклон Лес вызвал сильный штормовой нагон в Тиморском море, заставив впадающие в море реки изменить направление течения на обратное и тем самым послужив причиной затопления нескольких населённых пунктов в поймах этих рек. Жители посёлков, подвергшихся паводку, были эвакуированы в безопасные места, однако несколько человек пережидали стихию на крышах собственных домов, а трое — утонули во время прохождения шторма. В течение 48 часов уровень выпавших осадков достиг отметки в 380 миллиметров, по меньшей мере две тысячи человек в городе Кэтрин (Северная территория), дома которых были затоплены водой двухметровой высоты, остались без крыши над головой.
Подсчитанная сумма ущерба от удара Тропического шторма Лес и его последствий составила более 100 миллионов австралийских долларов (64,7 миллионов долларов США). 27 января высота воды в реке Кэтрин достигла уровня в 20,3 метров, после чего в одноимённом городе было объявлено чрезвычайное положение. 29 января из населённых пунктов на реке Дэли по причине угрозы сильного наводнения на вертолётах были эвакуированы 392 человека. На следующий день район бедствия посетил премьер-министр Австралии Джон Говард и пообещал выделить на ликвидацию последствий прохождения тропического шторма Лес около пяти миллионов австралийских долларов (3,2 млн долларов США).